# Sugar Blues
Sugar Blues: Le Roman noir du sucre blanc est un ouvrage rédigé par William Dufty qui fut publié la première fois en 1975 en anglais. Traduit en français, il a été publié en 1985 pour la première fois. Dans cet ouvrage, Dufty affirme que le sucre blanc est une drogue qui provoque une accoutumance, qu'il est très nocif pour la santé humaine et que l'industrie sucrière américaine agit de façon à provoquer ou à maintenir cette accoutumance.

## Description
Le thème central de l'ouvrage est que l'élimination du sucre blanc de la diète provoque une importante amélioration de la santé, tant physique que mentale. Il va même jusqu'à affirmer que l'élimination du sucre blanc de la diète des malades mentaux pourrait en guérir certains.
Plusieurs critiques ont affirmé que Sugar Blues contient des affirmations d'une vaste étendue à propos des effets nocifs sur la santé. Selon Heather Hendershot, « Dufty compare le sucre à l'opium, à la morphine et à l'héroïne, et surnomme les sociétés privées des « dealers ». [Il] blâme le sucre pour tout, de l'acné et le scorbut à la peste bubonique,, ». Selon Michael E. Oakes, « William Dufty blâme la plupart des maux de l'homme sur la consommation excessive de sucre blanc »,.

### Traductions
1. ↑  (en) « Dufty compares sugar to opium, morphine, and heroin, and calls sugar companies "pushers". [He] blamed sugar for everything from acne and scurvy to bubonic plague. »
2. ↑  (en) « William Dufty blamed most of man's ills on overindulgence in white sugar »

### Autres références
1. ↑  (en) Heather Hendershot, Saturday morning censors: television regulation before the V-chip, Duke University Press, 1998 .  (ISBN 0-8223-2240-4), 9780822322405. pp88.
2. ↑  (en) Michael E. Oakes, Bad foods: changing attitudes about what we eat, Transaction Publishers, 2004, p. 101.  (ISBN 0-7658-0228-7),  (ISBN 978-0-7658-0228-6)
3. ↑  Mark Pendergrast, For God, country and Coca-Cola: the definitive history of the great American soft drink and the company that makes it, Basic Books, 2000, p. 302.  (ISBN 0-465-05468-4),  (ISBN 978-0-465-05468-8)